# علي أباد (سميرم)
علي أباد هي قرية في مقاطعة سميرم، إيران. عدد سكان هذه القرية هو 544 في سنة 2006.